# Onthophagus neomirabilis
Onthophagus neomirabilis es una especie de insecto del género Onthophagus, familia Scarabaeidae, orden Coleoptera.

## Historia
Fue descrita científicamente por Howden en 1973.